# Adrián Bernabé
Adrián Bernabé Garcia (* 26. Mai 2001 in Barcelona) ist ein spanischer Fußballspieler, der aktuell beim italienischen Zweitligisten Parma Calcio unter Vertrag steht.

## Vereinskarriere

### Jugend und Manchester City
Bernabé begann als Jugendspieler 2013 beim Espanyol Barcelona und wechselte 2014 zur Fußballakademie des FC Barcelona La Masia. Im Sommer 2018 wechselte Bernabé zu Manchester City. Am 19. September 2018 debütierte er bei der 1:4-Heimniederlage gegen die U19-Mannschaft von Olympique Lyon in der UEFA Youth League. Die Mannschaft schied auf dem dritten Tabellenplatz bereits nach der Gruppenphase aus. Am 25. September 2018 debütierte er für die erste Mannschaft beim 0:3-Auswärtssieg gegen Oxford United im EFL Cup, als er in der 85. Spielminute für Riyad Mahrez eingewechselt wurde. Am 25. April 2019 verlor er mit der U18-Mannschaft das FA-Youth-Cup-Finale gegen den FC Liverpool mit 6:4 nach Elfmeterschießen. In der Premier League 2 kam er für die U23-Mannschaft auf 16 Einsätze (drei Tore) und erreichte mit der Mannschaft den achten Platz in der Liga. Die erste Mannschaft gewann zudem den EFL Cup gegen den FC Chelsea, wobei er jedoch nur auf einen Kurzeinsatz in der 3. Runde kam.
Auch in der Saison 2019/20 gewann ManCity den Ligapokal, wobei Bernabé in der 3. & 4. Runde und dem Viertelfinale zum Einsatz kam. In der UEFA Youth-League-Saison 2019/20 schied die Mannschaft bereits nach der Gruppenphase wieder aus. Auch in der Premier League 2-Saison 2019/20 erreichte die Mannschaft den achten Platz, wobei er auf 15 Einsätze und vier Tore kam.
Für die erste Mannschaft war er in der Saison 2020/21 viermal Teil des Spieltagskaders, wo City das Finale erreichte, dort aber an Chelsea scheiterte. Auch in der Premier League war er fünfmal Teil des Kaders, wo die Mannschaft Meister wurde. Zudem stand er in zwei Spielen im FA Cup im Kader, wo ManCity das Halbfinale erreichte. In allen drei Wettbewerben kam er jedoch zu keinem Einsatz. Beim EFL Cup 2020/21 spielte er in der 3. Runde 36. Minuten gegen den AFC Bournemouth. City gewann den Titel mit 1:0 gegen die Tottenham Hotspur, jedoch war Bernabé dabei nicht mehr Teil des Kaders. Zudem gewann er mit der U23-Mannschaft die Premier League 2, wobei er in vierzehn Spielen (zwei Tore) zum Einsatz kam. Im Juni 2021 stand er auf der 100-köpfigen Liste zum Golden Boy, schaffte es aber nicht in die engere Auswahl.

### Wechsel nach Italien
Zur Saison 2021/22 wechselte er zum italienischen Zweitligisten Parma Calcio. Nachdem er dort zunächst bis zum Jahresende verletzungsbedingt ausgefallen war, konnte er sich nach seiner Rückkehr im Frühjahr 2022 als Stammspieler durchsetzen. 

## Nationalmannschaft
Bernabé nahm mit der spanischen Juniorenmannschaft bei der U17-Europameisterschaft 2018 teil. In der Gruppenphase debütierte er beim 1:0-Sieg gegen die U17-Mannschaft von Serbien, als er in der 72. Spielminute für Arnau Puigmal eingewechselt wurde. Auch bei der 2:0-Niederlage gegen die Niederlande stand er elf Minuten auf dem Platz, nachdem er für Iván Morante eingewechselt wurde. Beim 5:1-Sieg über die deutsche Mannschaft kam er nicht zum Einsatz, erreichte aber mit der Nationalmannschaft hinter den Niederlanden den zweiten Gruppenplatz und zog damit ins Viertelfinale ein. Im Viertelfinale schieden die Spanier mit 2:1 gegen die belgische Fußballnationalmannschaft aus, wobei er sieben Minuten zum Einsatz kam.
Im Juni 2022 debütierte Bernabé in der U21-Nationalmannschaft. Mit ihr nahm er im Sommer 2023 an der U21-Europameisterschaft teil und wurde dort nach einer Finalniederlage gegen England Vize-Europameister, wobei er selbst in drei der sechs Spiele während des Turniers zum Einsatz kam.

## Erfolge
Nationalmannschaft
- Olympiasieger: 2024

Vereine
- Englischer Ligapokalsieger (3): 2019, 2020, 2021
- Premier League 2-Sieger: 2021